# Meet El Presidente
Meet El Presidente is een nummer van de Britse new waveband Duran Duran uit 1987. Het is derde en laatste single van hun vierde studioalbum Notorious.
De tekst van "Meet El Presidente" staat kritisch tegenover macht en autoriteit. Tijdens het optreden van Duran Duran in de show Soul Train op 4 april 1987, noemde leadzanger Simon le Bon de single het "politieke vlaggenschip van het album". Het nummer werd een kleine hit op de Britse eilanden, in het Nederlandse taalgebied en in Italië. In het Verenigd Koninkrijk bereikte het de 24e positie, terwijl het in de Nederlandse Top 40 de 31e positie behaalde, en in de Vlaamse Radio 2 Top 30 de 13e.

## Tracklijst
- 7"

1. "Meet El Presidente" – 3:38
2. "Vertigo (Do the Demolition)" – 4:43

- 12"

1. "Meet El Presidente" – 7:12
2. "Meet El Presidente (Meet El Beat)" – 5:30
3. "Meet El Presidente" (7" remix) – 3:38
4. "Vertigo (Do the Demolition)" – 4:43